# Verzameling (wiskunde)

Venndiagram van de doorsnede van twee verzamelingen en

In de wiskunde is een verzameling een abstract object dat het totaal voorstelt van verschillende objecten, die de elementen van de verzameling worden genoemd. Het begrip verzameling is een wiskundig basisbegrip. Dat wil zeggen dat het niet verder gereduceerd (herleid) kan worden tot andere, nog fundamentelere theoretische wiskundige begrippen, maar dat het zelf axiomatisch gedefinieerd moet worden. Verzamelingen vormen het onderwerp van de verzamelingenleer.
De verzameling behoort tot de fundamentele concepten van de wiskunde. De grondslag voor dit wiskundige concept werd aan het einde van de negentiende eeuw gelegd door de Duitse wiskundige Georg Cantor. Hij noemde een verzameling informeel: "een veelheid aan elementen, die volgens een bepaalde definitie bij elkaar horen, en daardoor een geheel vormen".
De verzamelingenleer is inmiddels alomtegenwoordig in de wiskunde en vormt een basis van waaruit bijna de hele wiskunde kan worden afgeleid. In het wiskundeonderwijs aan de middelbare scholen worden elementaire onderwerpen als venndiagrammen onderwezen, als aanschouwelijke voorstellingen van verzamelingen.
Twee verzamelingen zijn volgens het gelijkheidsaxioma identiek als ze dezelfde elementen bevatten. Een verzameling zonder element noemt men een lege verzameling. Bij de beschrijving van een verzameling gaat het uitsluitend om de vraag welke elementen in de verzameling zijn opgenomen, niet om de vraag hoe vaak en in welke volgorde ze erin voorkomen.
De mandelbrotverzameling is een bekend voorbeeld van een wiskundige verzameling, en bestaat uit die complexe getallen die, nadat er herhaald dezelfde bewerking op is uitgevoerd, naar een eindige waarde itereren.

## Definitie
Hier wordt alleen een globaal overzicht gegeven van het concept verzameling. Dit overzicht is erop gericht om met verzamelingen te kunnen werken en belangrijke begrippen als afbeeldingen, functies, getallen en relaties te kunnen definiëren.
Georg Cantor gaf aan het begin van zijn Beiträge zur Begründung der transfiniten Mengenlehre: de volgende definitie van een verzameling:

Met een verzameling bedoelen we elke collectie {\displaystyle M} uit een geheel van concrete, afzonderlijke objecten {\displaystyle m}, die de elementen van {\displaystyle M} worden genoemd, van onze perceptie [Anschauung] of van ons denken.

De elementen of leden van een verzameling kunnen bijvoorbeeld zijn: getallen, letters van het alfabet, andere verzamelingen en zo verder. Een verzameling wordt gewoonlijk aangeduid door een hoofdletter. De verzamelingen {\displaystyle A} en {\displaystyle B} zijn aan elkaar gelijk als zij dezelfde elementen hebben.
Zoals hieronder wordt besproken, bleek de hierboven gegeven definitie ontoereikend voor de formele wiskunde. In plaats daarvan wordt het begrip 'verzameling' in de axiomatische verzamelingenleer als een ongedefinieerde primitieve genomen, en worden haar eigenschappen gedefinieerd door de axioma's van Zermelo-Fraenkel. De twee meest fundamentele eigenschappen zijn dat een verzameling door de elementen er in is gedefinieerd en dat twee verzamelingen dan en slechts dan aan elkaar gelijk zijn, als deze dezelfde elementen hebben.
Men dient voorzichtig te zijn met verbale beschrijvingen van verzamelingen, omdat deze gemakkelijk tot paradoxen kunnen leiden. De axiomatische verzamelingenleer is geconstrueerd om deze paradoxen te vermijden.

## Beschrijving
In het dagelijkse spraakgebruik komt het begrip 'verzameling' ook voor: met "bestek" wordt in een huishouden de verzameling lepels, vorken en messen bedoeld, het "servies" van oma is een verzameling borden, schalen .... Een "pak" speelkaarten is een verzameling speelkaarten.
Er zijn twee manieren om de elementen van een verzameling vast te leggen. Eén manier is door een beschrijving, waarbij gebruik wordt gemaakt van een regel of een semantische beschrijving van de elementen:
{\displaystyle A} is de verzameling waarvan de elementen de eerste vier positieve getallen zijn.
{\displaystyle B} is de verzameling van alle kleuren van de Nederlandse vlag: {\displaystyle B=\{x\mid x{\text{ is een kleur van de Nederlandse vlag}}\}}. In plaats van de verticale streep schrijft men ook wel een dubbelepunt: {\displaystyle B=\{x:x{\text{ is een kleur van de Nederlandse vlag}}\}}.
De tweede manier is door opsomming, dat is wanneer elk element van de verzameling expliciet wordt genoemd. De elementen van de verzameling worden hierbij tussen accolades geplaatst:
{\displaystyle A=\{4,2,1,3\}}
{\displaystyle B=\{{\text{rood, wit, blauw}}\}}
Als {\displaystyle x} een element is van de verzameling {\displaystyle A}, wordt dit genoteerd als {\displaystyle x\in A}. Is {\displaystyle x} géén element van {\displaystyle A}, dan wordt dit wel aangeduid door {\displaystyle x\notin A}.
Met betrekking tot de verzamelingen {\displaystyle A=\{4,2,1,3\}} en {\displaystyle B=\{{\text{rood,wit,blauw}}\}} bijvoorbeeld, zoals hierboven gedefinieerd, geldt
{\displaystyle 4\in A}
en
{\displaystyle {\text{groen}}\notin B}
Twee verzamelingen zijn aan elkaar gelijk, als ze dezelfde elementen bevatten. Bijvoorbeeld {\displaystyle \{4,2,1,3\}=\{1,2,3,4\}}. Dat twee verzamelingen {\displaystyle A} en {\displaystyle B} aan elkaar gelijk zijn, noteert men als {\displaystyle A=B}.
{\displaystyle A=B\ \Longleftrightarrow \ \forall x\ \left(x\in A\Longleftrightarrow x\in B\right)}
Anders dan bij een multiset komt elk element van een verzameling maar één keer voor als element van de verzameling, ook al wordt een element meer keren genoemd. Zo is de verzameling letters {\displaystyle \{a,b,a,c,a\}} dezelfde als de verzameling {\displaystyle \{a,b,c\}} en de verzameling {\displaystyle \{b,a,c,c\}}. Ieder element van een verzameling {\displaystyle A} blijft onder alle bewerkingen op {\displaystyle A} uniek. De volgorde waarin de elementen van een verzameling worden opgesomd, telt niet, dit in tegenstelling tot bij een rij of een tupel. Elementen staan in een rij opeenvolgend opgesomd en mogen in tegenstelling tot in een verzameling wel meer dan één keer in een rij voorkomen.
Een verzameling objecten in het dagelijks leven, bijvoorbeeld een platenverzameling, of de spullen in een tas, kan identieke objecten bevatten, waarbij de multipliciteit vaak relevant is, en moet dan als een multiset worden beschreven, niet als verzameling.
De lege verzameling, die geen elementen heeft, wordt met het symbool ∅ genoteerd. Minder gebruikelijk is de notatie {}.
Het aantal elementen in een verzameling noemt men de kardinaliteit van de verzameling.

## Deelverzamelingen
Als elk element van de verzameling {\displaystyle A} ook element is van de verzameling {\displaystyle B}, zegt men dat {\displaystyle A} een deelverzameling is van {\displaystyle B}. Dit wordt genoteerd als {\displaystyle A\subseteq B} of als {\displaystyle A\subset B}, en uitgesproken als {\displaystyle A} is een deel(verzameling) van {\displaystyle B}, of als {\displaystyle A} wordt door {\displaystyle B} omvat. In plaats daarvan kan ook worden geschreven: {\displaystyle B\supseteq A}, of {\displaystyle B\supset A} zeg: {\displaystyle B} omvat {\displaystyle A}, {\displaystyle B} sluit {\displaystyle A} in, of {\displaystyle B} is een superset van {\displaystyle A}. De relatie tussen verzamelingen die wordt vastgelegd door ⊆ wordt inclusie of omvatting genoemd.
Als {\displaystyle A} een deelverzameling is van {\displaystyle B}, maar niet daaraan gelijk is, wordt {\displaystyle A} een echte of strikte deelverzameling van {\displaystyle B} genoemd. Dit wordt wel genoteerd als {\displaystyle A\subsetneq B}, of {\displaystyle B\supsetneq A}: {\displaystyle B} is een strikte superset van {\displaystyle A}.
Voorbeeld:
- De verzameling van alle mannen is een strikte deelverzameling van de verzameling van alle mensen.
- {\displaystyle \{1,3\}\subseteq \{1,2,3,4\}}, maar ook {\displaystyle \{1,3\}\subset \{1,2,3,4\}}
- {\displaystyle \{1,2,3,4\}\subseteq \{1,2,3,4\}}

De uitdrukkingen {\displaystyle A\subset B} en {\displaystyle B\supset A} worden door verschillende auteurs verschillend gebruikt: sommigen gebruiken deze relatie in de betekenis van {\displaystyle A\subseteq B} en {\displaystyle B\supseteq A}, terwijl anderen er {\displaystyle A\subsetneq B} en {\displaystyle B\supsetneq A} mee bedoelen.
De lege verzameling is een deelverzameling van elke verzameling en elke verzameling is een deelverzameling van zichzelf:
- {\displaystyle \varnothing \subseteq A}
- {\displaystyle A\subseteq A}

Een vanzelfsprekende identiteit, die vaak kan worden gebruikt om aan te tonen dat twee ogenschijnlijk verschillende verzamelingen toch aan elkaar gelijk zijn:
- {\displaystyle A=B} dan en slechts dan als {\displaystyle A\subseteq B} en {\displaystyle B\subseteq A}

## Bewerkingen
- De vereniging van twee verzamelingen {\displaystyle A} en {\displaystyle B} wordt gevormd door de elementen die in {\displaystyle A} of in {\displaystyle B} (of in beide) zitten. Notatie: {\displaystyle A\cup B}.
- De doorsnede van twee verzamelingen {\displaystyle A} en {\displaystyle B} wordt gevormd door de verzameling van gemeenschappelijke elementen, dus alle elementen die zowel in {\displaystyle A} als in {\displaystyle B} zitten. Notatie: {\displaystyle A\cap B}.
- Het verschil van twee verzamelingen {\displaystyle A} en {\displaystyle B}, ook wel het relatieve complement van {\displaystyle B} ten opzichte van {\displaystyle A} genoemd, is de verzameling van de elementen van {\displaystyle A} die niet tot {\displaystyle B} behoren. Het wordt genoteerd als:

{\displaystyle A\setminus B=\{x\in A\mid x\notin B\}}
Lees: {\displaystyle A} met daaruit weggelaten {\displaystyle B}. Het relatieve complement wordt ook wel genoteerd als: {\displaystyle A-B}.
- In sommige toepassingen zijn alle verzamelingen waarmee wordt gewerkt deelverzamelingen van een grote verzameling {\displaystyle U}, die dan de universele verzameling of het universum genoemd wordt. In zulke gevallen is de complementaire verzameling van een verzameling {\displaystyle A} de verzameling van alle elementen in {\displaystyle U} die niet in {\displaystyle A} zitten, notatie: {\displaystyle A^{c}=\{x\in U\mid x\notin A\}}. {\displaystyle A^{c}} wordt in het algemeen als het complement van {\displaystyle A} aangeduid. Andere notaties voor het complement zijn {\displaystyle {\bar {A}}} en {\displaystyle A'}.

Er gelden de volgende eigenschappen:
| Eigenschap                           | Doorsnede                       | Vereniging                      |
| ------------------------------------ | ------------------------------- | ------------------------------- |
| commutatief                          | A ∩ B = B ∩ A                   | A ∪ B = B ∪ A                   |
| associatief                          | A ∩ (B ∩ C) = (A ∩ B) ∩ C       | A ∪ (B ∪ C) = (A ∪ B) ∪ C       |
| distributief                         | A ∪ (B ∩ C) = (A ∪ B) ∩ (A ∪ C) | A ∩ (B ∪ C) = (A ∩ B) ∪ (A ∩ C) |
| neutraal element                     | A ∩ U = A voor alle A           | A ∪ ∅ = A voor alle A           |
| 'kleinste' en 'grootste' verzameling | A ∩ ∅ = ∅ voor alle A           | A ∪ U = U voor alle A           |
Een partitie is een opdeling van een verzameling in niet-lege, onderling disjuncte, deelverzamelingen, die wel blokken worden genoemd. Bijvoorbeeld: als {\displaystyle A=\{1,2,3,4,5,6,7,8\}}, dan vormen de deelverzamelingen {1,3}, {2,4,5,7} en {6,8} een partitie van {\displaystyle A} met drie blokken.
De deelverzamelingen van een gegeven verzameling vormen een booleaanse algebra onder doorsnede en vereniging.

## Wetten van De Morgan
De wetten van De Morgan luiden:
- {\displaystyle (A\cup B)^{c}=A^{c}\cap B^{c}}
- {\displaystyle (A\cap B)^{c}=A^{c}\cup B^{c}}
- {\displaystyle A\setminus (B\cup C)=(A\setminus B)\cap (A\setminus C)}
- {\displaystyle A\setminus (B\cap C)=(A\setminus B)\cup (A\setminus C)}

## Kardinaliteit
De kardinaliteit {\displaystyle |A|} van een verzameling {\displaystyle A} is "het aantal elementen van {\displaystyle A}". Aangezien bijvoorbeeld de Nederlandse vlag drie kleuren kent, is de kardinaliteit van de verzameling {\displaystyle B=\{{\text{kleuren van de Nederlandse vlag}}\}} gelijk aan {\displaystyle |B|=3}.
De lege verzameling {\displaystyle \varnothing } heeft kardinaliteit 0. Hoewel het misschien triviaal lijkt, is de lege verzameling, net zoals het getal nul, belangrijk in de wiskunde. Het bestaan van de lege verzameling is zelfs een van de fundamentele concepten uit de axiomatische verzamelingenleer. Een singleton of eenpuntsverzameling is een verzameling met precies één element. Een verzameling met {\displaystyle n} elementen wordt een n-verzameling genoemd.
Sommige verzamelingen hebben een oneindige kardinaliteit. De verzameling {\displaystyle \mathbb {N} } van de natuurlijke getallen is bijvoorbeeld oneindig. Men kan echter aantonen dat sommige oneindige kardinaliteiten groter zijn dan andere. De verzameling van de reële getallen bijvoorbeeld heeft een grotere kardinaliteit dan de verzameling van de natuurlijke getallen. Het kan worden aangetoond dat de kardinaliteit van, dat wil zeggen: het aantal punten op, een lijn dezelfde is als de kardinaliteit van enig lijnstuk van die lijn, dezelfde als die van het gehele vlak en ook dezelfde als die van enige eindig-dimensionale euclidische ruimte.

### Machtsverzamelingen
De machtsverzameling van een verzameling {\displaystyle A} is de verzameling van alle deelverzamelingen van {\displaystyle A}. Daartoe behoort de verzameling {\displaystyle A} zelf en de lege verzameling. Als een eindige verzameling {\displaystyle A} een kardinaliteit {\displaystyle n} heeft, is de kardinaliteit van de machtsverzameling van {\displaystyle A} gelijk aan {\displaystyle 2^{n}}. De machtsverzameling wordt genoteerd als {\displaystyle {\mathcal {P}}(A)} of als {\displaystyle 2^{A}}.
Als {\displaystyle A} een oneindige verzameling is, een aftelbare dan wel overaftelbare verzameling, is de machtsverzameling van {\displaystyle A} altijd overaftelbaar. In het algemeen geldt dat er geen bijectie bestaat van een verzameling {\displaystyle A} op diens machtsverzameling {\displaystyle {\mathcal {P}}(A)}. Met andere woorden: de machtsverzameling van {\displaystyle A} is altijd strikt groter dan {\displaystyle A} zelf.
De machtsverzameling van de verzameling {1, 2, 3} is bijvoorbeeld { {1, 2, 3}, {1, 2}, {1, 3}, {2, 3}, {1}, {2}, {3}, ∅ }. De kardinaliteit van de oorspronkelijke verzameling is 3 en de kardinaliteit van de machtsverzameling is 23 = 8. Deze relatie is een van de redenen voor de naam machtsverzameling.

## Getallen
Voorbeelden van getallenverzamelingen zijn:
1. Natuurlijke getallen
2. Gehele getallen
3. De rationale getallen, die bestaan uit de gehele getallen en de breuken.
4. De reële getallen, waaronder ook de transcendente getallen vallen.
5. De complexe getallen verschijnen als oplossing van vergelijkingen als {\displaystyle x^{2}+1=0}.

## Toepassingen
Vrijwel alle andere takken van de wiskunde worden gebaseerd op de verzamelingenleer. Zo is bijvoorbeeld in de kansrekening de uitkomstenruimte de universele verzameling van alle mogelijkheden en zijn de gebeurtenissen de (deel)verzamelingen. Andere elementaire begrippen in de wiskunde, zoals functies en rijen, worden ook in termen van verzamelingen gedefinieerd. 
De ordetheorie houdt zich bezig met de verschillende manieren om de elementen van een verzameling te ordenen. Een relatie legt daartoe de volgorde tussen de elementen van de verzameling in een rij vast en geeft zo aan welke van de elementen opvolger is van het andere. Dat begint met het bepalen van een bovengrens en ondergrens van de verzameling.
- Er wordt in de topologie verschil tussen open en gesloten verzamelingen gemaakt.
- Verzamelingen zijn in de informatica geïmplementeerd en heten daar ook weer verzamelingen.